# Coppa Bernocchi 1968
La Coppa Bernocchi 1968, cinquantesima edizione della corsa, si svolse il 16 giugno 1968 su un percorso di 240 km. Era valida come evento del circuito UCI categoria CB1.1. La vittoria fu appannaggio dell'italiano Franco Bitossi, che terminò la gara in 6h12'00", alla media di 38,71 km/h, precedendo i connazionali Luciano Armani e Roberto Ballini. L'arrivo e la partenza della gara furono a Legnano.
Sul traguardo di Legnano 24 ciclisti, su 59 partenti, portarono a termine la manifestazione.

## Ordine d'arrivo (Top 10)
| Pos. | Corridore          | Squadra    | Tempo    |
| ---- | ------------------ | ---------- | -------- |
| 1    | Franco Bitossi     | Filotex    | 6h12'00" |
| 2    | Luciano Armani     | Faema      | s.t.     |
| 3    | Roberto Ballini    | Max Meyer  | s.t.     |
| 4    | Adriano Passuello  | Filotex    | a 4"     |
| 5    | Flaviano Vicentini | Filotex    | a 8"     |
| 6    | Michele Dancelli   | Pepsi Cola | a 2'     |
| 7    | Luigi Sgarbozza    | Max Meyer  | a 2'     |
| 8    | Bruno Fantinato    | Max Meyer  | a 2'     |
| 9    | Mario Zanin        | Kelvinator | a 2'     |
| 10   | Silvano Schiavon   | Pepsi Cola | a 2'     |